# Inozitol-fosfat fosfataza
Inozitol-fosfat fosfataza (EC 3.1.3.25, mio-inozitol-1(ili 4)-monofosfataza, inozitol 1-fosfataza, L-mio-inozitol-1-fosfat fosfataza, mio-inozitol 1-fosfataza, inozitolna fosfataza, inozitol monofosfatna fosfataza, inozitol-1(ili 4)-monofosfataza, mio-inozitol-1(ili 4)-fosfatna fosfohidrolaza, mio-inozitolna monofosfataza, mio-inozitol-1-fosfataza) je enzim sa sistematskim imenom mio-inozitol-fosfat fosfohidrolaza. Ovaj enzim katalizuje sledeću hemijsku reakciju
mio-inozitol fosfat + H2O {\displaystyle \rightleftharpoons } mio-inozitol + fosfat
Ovaj enzim deluje na pet od šest mogućih izomera mio-inozitol fosfata, na sve sem mio-inozitol 2-fosfata.

## Spoljašnje veze
- Inositol-phosphate+phosphatase на 